# Pseudochoffatellinae
Pseudochoffatellinae es una subfamilia de foraminíferos bentónicos de la familia Cyclamminidae, de la superfamilia Loftusioidea, del suborden Loftusiina y del orden Loftusiida. Su rango cronoestratigráfico abarca desde el Bathoniense (Jurásico inferior) hasta el Paleoceno medio.

## Discusión
Clasificaciones previas incluían Pseudochoffatellinae en el suborden Textulariina, en el orden Textulariida o en el orden Lituolida.

## Clasificación
Pseudochoffatellinae incluye a los siguientes géneros:
- Balkhania †
- Broeckinella †
- Dhrumella †
- Montsechiana †
- Pseudochoffatella †
- Torremiroella †

Otro género asignado a Pseudochoffatellinae y clasificado actualmente en otra familia es: 
- Alzonella †, ahora en la familia Hauraniidae